# Lefebvrea grantii
Lefebvrea grantii är en flockblommig växtart som först beskrevs av Kingston och Daniel Oliver, och fick sitt nu gällande namn av S.Droop. Lefebvrea grantii ingår i släktet Lefebvrea och familjen flockblommiga växter. Inga underarter finns listade i Catalogue of Life.